# EMD SD45
SD45 — американский шестиосный тепловоз с мощностью по дизелю 3800 л.с. и строившийся фирмой EMD с декабря 1965 по декабрь 1971 года.

## История
Первый опытный тепловоз серии был выпущен в конце 1965 года. А в 1966 году компания Electro-Motive Diesel представила линейку новых моделей тепловозов в разных вариантах мощностей и числа осей (4-х и 6-осные), на которых были применены новые двигатели модели 645 (созданы на базе дизеля 567). Это были капотные тепловозы максимально унифицированные по конструкции, вплоть до одинаковых кузовов и кабин. Из шестиосных тепловозов были представлены:
- SD38 — мощность 2150 л.с. или 1490 кВт (16-цилиндровый EMD-645)
- SD39 — мощность 2300 л.с. или 1720 кВт (12-цилиндровый EMD-645 с турбонаддувом)
- SD40 — мощность 3300 л.с. или 2240 кВт (16-цилиндровый EMD-645 с турбонаддувом)
  - SDP40 — пассажирская модификация SD-40, оборудован паровым котлом для поездного отопления
- SD45 — мощность 3800 л.с. или 2680 кВт (20-цилиндровый EMD-645 с турбонаддувом)

Непосредственно тепловозов модели SD45 было построено 1260 и как на SD40 на них была применена электрическая передача переменно-постоянного тока, состоящая из тягового генератора AR-10 и тяговых электродвигатей D-77. Все они изначально поступили на дороги Southern Pacific, Santa Fe, Great Northern Railway и Northern Pacific Railway. Во время эксплуатации выявилась низкая надёжность двадцатицилиндрового дизеля, у которого часто гнулся длинный коленчатый вал. В связи с этим в дальнейшем большое количество SD45 было исключено из инвентаря. С 1972 года завод начал выпускать улучшенную модификацию тепловоза — SD45-2.